# Wyaconda, Missouri
Wyaconda, Missouri (енгл. Wyaconda) град је у америчкој савезној држави Мисури.

## Демографија
По попису из 2010. године број становника је 227, што је 83 (-26,8%) становника мање него 2000. године.
| Група             | 2000.       | 2010.       |
| Белци             | 309 (99,7%) | 223 (98,2%) |
| Афроамериканци    | 0 (0,0%)    | 0 (0,0%)    |
| Азијати           | 0 (0,0%)    | 0 (0,0%)    |
| Хиспаноамериканци | 0 (0,0%)    | 0 (0,0%)    |
| Укупно            | 310         | 227         |